# 훈딩을 죽인 자 헬기의 두 번째 서사시

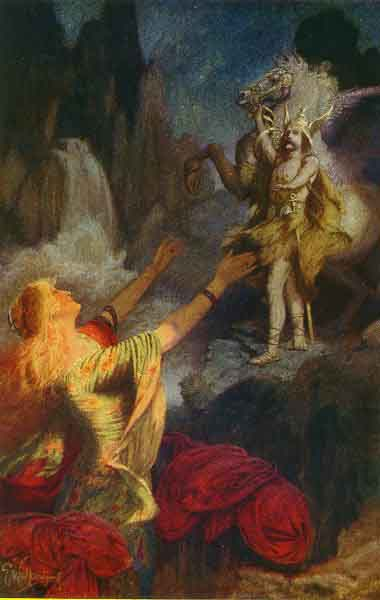
발홀로 돌아가는 헬기.

〈훈딩을 죽인 자 헬기의 두 번째 서사시〉(고대 노르드어: Helgakviða Hundingsbana Ǫnnur 헬가크비다 훈딩스바나 온누르)는 《고 에다》 중 하나인 고대 노르드어 서사시이다. 〈훈딩을 죽인 자 헬기의 첫 번째 서사시〉 및 〈효르바르드의 아들 헬기의 서사시〉와 함께 헬기 서사시를 구성한다.

## 줄거리
서사시의 첫 번째 부분(제1절 ~ 제4절)에서 헬기가 울핑과 볼숭의 왕 시그문드와 보르그힐드 사이에 태어난 아들이라는 것이 소개된다. 그들은 브랄룬드에 살았으며, 헬기 효르바르드손의 이름을 따서 아들의 이름을 지었다(헬기 효르바르드손은 헬기 시그문드손의 전생이다). 볼숭 씨족은 훈딩과 훈딩의 많은 아들들과 피비린내 나는 싸움을 벌이고 있다. 헬기는 변장을 하고 훈딩 씨족을 찾아갔는데, 그 자리에 있는 남자는 훈딩의 아들 헤밍그(Hæmingr) 뿐이었다(이 인물은 다른 문헌에는 전혀 등장하지 않는다). 훈딩은 헬기의 양부 하갈(Hagal)에게 사람을 보내 헬기를 찾으려 하지만 헬기는 여장을 하고 방앗간 일꾼으로 위장해 살아난다. 헬기는 훈딩을 죽여서 "훈딩을 죽인 자"라는 뜻의 이명 "훈딩스베인"을 얻게 되고, 배를 타고 간신히 탈출한다.
서사시의 두 번째 부분(제5절 ~ 제12절)에서 헬기는 군대를 이끌고 브루나르바가르(Brunarvagar)에 주둔한다. 그들은 소 몇 마리를 훔쳐서 도살하고 생고기를 먹는다. 그때 스바파의 환생인 시그룬이 나타나서 자신을 호그네 왕의 딸이라고 소개한다.
서사시의 세 번째 부분(제13절 ~ 제20절)에서 시그룬의 아버지는 그란마르의 왕 호트브로드(Hothbrodd)와 딸을 결혼시키기로 약속한다. 시그룬은 헬기를 사랑하였기에 결혼을 원치 않았다. 이때 헬기는 훈딩의 아들들인 에위욜프(Eyjólfr), 알프(Álfr), 효르바르드(Hjörvarðr), 하바르드(Hávarðr)와 싸워 그들을 죽였으나 기진맥진한 상태였다. 이때 시그룬이 그를 포옹하고 입을 맞추었고, 헬기는 그녀를 위해 그란마르와 그 아들들과 싸우겠다고 맹세한다. 헬기는 군대를 모아서 이복형 신표틀리와 함께 그란마르에 쳐들어간다. 그들은 승리하고 헬기는 시그룬과 결혼해 아들들을 얻는다.
서사시의 다섯 번째 부분(제22절 ~ 제27절)은 생뚱맞게 헬기와 무관한 신표틀리와 구드문드 사이의 말다툼을 다루고 있는데, 이 판본이 〈훈딩을 죽인 자 헬기의 첫 번째 서사시〉에 실린 말다툼 판본보다 더 오래된 것으로 추측된다.
서사시의 일곱 번째 부분(제28절 ~ 제37절)에서, 시그룬의 형제 다그(Dagr)는 과거 헬기에게 충성을 맹세하여 목숨을 건졌는데, 아버지와 형제의 복수를 하기 위해 헬기를 죽이기로 하고 오딘에게 제물을 바친다. 오딘은 다그에게 창 한 자루를 주고, 다그는 표투를룬드에서 그 창으로 헬기를 꿰뚫어 죽인다. 다그는 시그룬에게 가서 헬기의 죽음을 알린다. 시그룬은 다그에게 무시무시한 저주를 내려 남편의 복수를 한다. 다그는 추방되어 숲속에서 시체를 뜯어먹는 삶을 살게 되었고, 헬기는 봉분에 매장된다. 헬기가 발홀에 들자 오딘이 헬기에게 자신과 함께 에인헤랴르를 다스리자고 한다.
서사시의 여덟 번째 부분(제39절 ~ 제50절)은 헬기가 발홀에서 나와 자기 무덤에서 시그룬을 잠깐 만난 것을 다루고 있다. 어느 날 저녁, 시그룬의 시녀가 헬기가 여러 무리와 함께 말을 타고 자기 무덤으로 들어가는 것을 보고 시그룬에게 이를 알린다. 시그룬은 헬기를 보고자 무덤으로 간다. 나타난 헬기의 머리카락은 서리로 뒤덮였고, 몸은 피칠갑을 했으며 손은 젖어 있었다. 헬기는 시그룬이 흘린 눈물들로 인해 이렇게 된 것이라고 설명한다. 시그룬은 무덤 속에서 잠자리를 준비하고 부부는 하룻밤을 동침한다. 날이 밝기 전에 헬기는 발홀로 돌아가야 했고, 시그룬은 그 뒤로 헬기가 다시 돌아오기만을 기다렸지만 바램을 이루지 못하고 슬픔 속에 죽었다. 그러나 나중에 시그룬은 발퀴랴 카라(Kára)로, 헬기는 헬기 하딩갸스카티로 환생해서 다시 만날 것이라고 한다.